# Brian Mardaymootoo
James Brian Penny Mardaymootoo (né en 1968) est un athlète mauricien.

## Palmarès
| Date | Compétition                     | Lieu         | Résultat | Épreuve          | Performance |
| ---- | ------------------------------- | ------------ | -------- | ---------------- | ----------- |
| 1990 | Jeux des îles de l'océan Indien | Antananarivo | 3e       | Saut à la perche | 4,10 m      |
| 1993 | Championnats d'Afrique          | Durban       | 3e       | Saut à la perche | 4,60 m      |
| 1993 | Jeux des îles de l'océan Indien | Victoria     | 2e       | Saut à la perche | 4,70 m      |
| 1998 | Jeux des îles de l'océan Indien | Saint-Denis  | 2e       | Saut à la perche | 4,60 m      |

| Date | Compétition             | Lieu | Résultat | Épreuve          | Performance |
| ---- | ----------------------- | ---- | -------- | ---------------- | ----------- |
| 1990 | Championnats de Maurice |      | 1er      | Saut à la perche |             |
| 1992 | Championnats de Maurice |      | 1er      | Saut à la perche |             |
| 1997 | Championnats de Maurice |      | 1er      | Saut à la perche |             |
| 1999 | Championnats de Maurice |      | 1er      | Saut à la perche |             |
| 2002 | Championnats de Maurice |      | 1er      | Saut à la perche |             |